# Dänische Superliga 2012/13
Die Superligaen 2012/13 war die 23. Spielzeit der höchsten dänischen Spielklasse im Männerfußball. Sie begann am 13. Juli 2012 und endete am 20. Mai 2013.
Der Titelverteidiger war der FC Nordsjælland.

## Modus
Die zwölf Mannschaften traten in je drei Runden gegeneinander an, sodass 33 Spieltage zu absolvieren waren. Am 30. Spieltag sicherte sich der FC Kopenhagen vorzeitig den Meistertitel. Die beiden Letztplatzierten AC Horsens und Silkeborg IF stiegen in die 1. Division ab.

## Vereine
| Verein                | Stadion                  | Stadt              | Kapazität |
| --------------------- | ------------------------ | ------------------ | --------- |
| Aalborg BK            | Nordjyske Arena          | Aalborg            | 13.797    |
| Aarhus GF             | NRGi Park                | Aarhus             | 20.032    |
| Esbjerg fB            | Blue Water Arena         | Esbjerg            | 18.000    |
| FC Nordsjælland       | Farum Park               | Farum              | 10.100    |
| Sønderjysk Elitesport | Haderslev Fodboldstadion | Haderslev          | 10.000    |
| FC Midtjylland        | MCH-Arena                | Herning            | 11.800    |
| AC Horsens            | CASA Arena Horsens       | Horsens            | 10.400    |
| Brøndby IF            | Brøndby Stadion          | Kopenhagen-Brøndby | 29.000    |
| FC Kopenhagen         | Parken                   | Kopenhagen         | 38.065    |
| Odense BK             | TRE-FOR Park             | Odense             | 15.790    |
| Randers FC            | AutoC Park Randers       | Randers            | 12.000    |
| Silkeborg IF          | Mascot Park              | Silkeborg          | 10.000    |

## Abschlusstabelle
| Pl. | Verein                | Sp. | S  | U  | N  | Tore    | Diff. | Punkte |
| --- | --------------------- | --- | -- | -- | -- | ------- | ----- | ------ |
| 1.  | FC Kopenhagen (P)     | 33  | 18 | 11 | 4  | 062:320 | +30   | 65     |
| 2.  | FC Nordsjælland (M)   | 33  | 17 | 9  | 7  | 060:370 | +23   | 60     |
| 3.  | Randers FC (N)        | 33  | 15 | 7  | 11 | 036:420 | −6    | 52     |
| 4.  | Aalborg BK            | 33  | 13 | 9  | 11 | 040:330 | +7    | 48     |
| 5.  | FC Midtjylland        | 33  | 12 | 11 | 10 | 051:470 | +4    | 47     |
| 6.  | Esbjerg fB (N)        | 33  | 13 | 7  | 13 | 049:450 | +4    | 46     |
| 7.  | Odense BK             | 33  | 11 | 9  | 13 | 051:490 | +2    | 42     |
| 8.  | Sønderjysk Elitesport | 33  | 12 | 5  | 16 | 053:570 | −4    | 41     |
| 9.  | Brøndby IF            | 33  | 9  | 12 | 12 | 039:450 | −6    | 39     |
| 10. | Aarhus GF             | 33  | 10 | 7  | 16 | 051:590 | −8    | 37     |
| 11. | AC Horsens            | 33  | 8  | 10 | 15 | 031:490 | −18   | 34     |
| 12. | Silkeborg IF          | 33  | 8  | 7  | 18 | 038:660 | −28   | 31     |

| (M) | amtierender dänischer Meister     |
| (P) | amtierender dänischer Pokalsieger |
| (N) | Neuaufsteiger                     |

### Kreuztabelle
| Spieltage 1–11        | Aalborg BK | AC Horsens |     | Brøndby IF | Esbjerg fB | FC Kopenhagen | FC Midtjylland |     | Odense BK | Randers FC |     | Sønderjysk Elitesport |
| --------------------- | ---------- | ---------- | --- | ---------- | ---------- | ------------- | -------------- | --- | --------- | ---------- | --- | --------------------- |
| Aalborg BK            |            | —          | —   | 2:1        | 0:2        | —             | 3:0            | 1:1 | —         | 4:0        | —   | —                     |
| AC Horsens            | 1:4        |            | 1:4 | —          | —          | 1:1           | 2:2            | 0:4 | 2:2       | —          | —   | —                     |
| Aarhus GF             | 1:1        | —          |     | 3:1        | 0:0        | —             | 3:2            | 0:1 | —         | —          | —   | 2:2                   |
| Brøndby IF            | —          | 2:2        | —   |            | 1:1        | —             | —              | —   | 0:1       | —          | 2:1 | 0:1                   |
| Esbjerg fB            | —          | 0:0        | —   | —          |            | 1:2           | —              | —   | 3:0       | —          | 2:3 | 1:2                   |
| FC Kopenhagen         | 3:0        | —          | 3:0 | 1:1        | —          |               | 4:2            | 2:1 | —         | —          | 5:0 | —                     |
| FC Midtjylland        | —          | —          | —   | 1:1        | 1:0        | —             |                | 3:1 | —         | 2:1        | 1:1 | 1:3                   |
| FC Nordsjælland       | —          | —          | —   | 0:0        | 3:0        | —             | —              |     | 1:1       | 1:1        | 6:1 | 4:1                   |
| Odense BK             | 0:4        | —          | 1:2 | —          | —          | 2:2           | 2:1            | —   |           | 0:1        | –   | –                     |
| Randers FC            | —          | 0:1        | 2:1 | 3:2        | 1:0        | 2:3           | —              | —   | —         |            | —   | —                     |
| Silkeborg IF          | 2:1        | 0:2        | 0:4 | —          | —          | —             | —              | —   | 0:1       | 0:1        |     | —                     |
| Sønderjysk Elitesport | 0:4        | 0:2        | —   | —          | —          | 1:1           | —              | —   | 1:2       | 6:1        | 0:2 |                       |

| Spieltage 12–33       | Aalborg BK | AC Horsens |     | Brøndby IF | Esbjerg fB | FC Kopenhagen | FC Midtjylland |     | Odense BK | Randers FC |     | Sønderjysk Elitesport |
| --------------------- | ---------- | ---------- | --- | ---------- | ---------- | ------------- | -------------- | --- | --------- | ---------- | --- | --------------------- |
| Aalborg BK            |            | 2:0        | 0:3 | 1:1        | 0:0        | 1:1           | 1:3            | 0:1 | 2:2       | 2:2        | 1:0 | 2:1                   |
| AC Horsens            | 2:2        |            | 2:0 | 0:1        | 0:0        | 1:0           | 0:2            | 0:2 | 2:0       | 1:0        | 2:0 | 1:3                   |
| Aarhus GF             | 3:0        | 0:0        |     | 0:3        | 0:1        | 0:2           | 1:1            | 0:2 | 2:1       | 1:1        | 3:3 | 2:1                   |
| Brøndby IF            | 1:3        | 2:0        | 3:2 |            | 2:2        | 0:0           | 1:1            | 4:0 | 0:3       | 0:2        | 2:2 | 0:3                   |
| Esbjerg fB            | 1:0        | 1:0        | 2:1 | 1:0        |            | 2:2           | 0:1            | 1:0 | 6:2       | 4:0        | 1:0 | 1:2                   |
| FC Kopenhagen         | 4:0        | 2:1        | 0:0 | 1:0        | 0:2        |               | 2:1            | 4:1 | 1:1       | 2:0        | 3:1 | 1:1                   |
| FC Midtjylland        | 2:3        | 5:2        | 3:2 | 1:1        | 0:0        | 2:2           |                | 1:1 | 1:1       | 3:0        | 1:3 | 1:0                   |
| FC Nordsjælland       | 1:0        | 1:0        | 4:2 | 3:0        | 1:0        | 2:3           | 3:1            |     | 4:1       | 2:2        | 3:0 | 2:2                   |
| Odense BK             | 3:4        | 2:0        | 2:4 | 1:2        | 3:0        | 2:3           | 0:1            | 3:0 |           | 0:0        | 3:3 | 5:0                   |
| Randers FC            | 0:1        | 0:0        | 1:0 | 0:1        | 2:1        | 1:0           | 2:1            | 0:0 | 3:2       |            | 1:0 | 2:0                   |
| Silkeborg IF          | 3:2        | 1:1        | 3:1 | 1:2        | 0:1        | 1:0           | 1:1            | 2:2 | 0:2       | 1:2        |     | 0:5                   |
| Sønderjysk Elitesport | 1:0        | 4:2        | 0:3 | 2:2        | 3:1        | 1:2           | 0:2            | 1:2 | 4:1       | 0:2        | 2:3 |                       |

## Die Meistermannschaft des FC Kopenhagen
| 1.            | FC Kopenhagen |
| FC Kopenhagen | - Tor: Jakob Busk (1/-), Kim Christensen (12/-), Johan Wiland (21/-) - Abwehr: Mads Aaquist (1/-), Pierre Bengtsson (29/1), Lars Jacobsen (30/-), Michael Jakobsen (7/-), Sölvi Geir Ottesen (6/1), Christoffer Remmer (4/-), Ragnar Sigurðsson (31/3), Kris Stadsgaard (27/2) - Mittelfeld: Cristian Bolaños (23/2), Claudemir (31/2), Thomas Delaney (21/1), Rúrik Gíslason (14/-), Daniel Jensen (10/-), Thomas Kristensen (27/-), Martin Vingaard (19/2), Mikkel Wohlgemuth (1/-) - Sturm: Andreas Cornelius (32/18), Nicolai Jørgensen (27/11), César Santin (32/11), Igor Vetokele (15/3) - Trainer: Ariël Jacobs |

* Martin Bergvold (2/-), Christian Grindheim (7/-), Bryan Oviedo (6/1), Danny Amankwaa (9/-) und Mustafa Abdellaoue (5/2) haben den Verein während der Saison verlassen.

## Torschützenliste
| Pl. | Name              | Team                  | Tore |
| --- | ----------------- | --------------------- | ---- |
| 01. | Andreas Cornelius | FC Kopenhagen         | 18   |
| 02. | Nicklas Helenius  | Aalborg BK            | 16   |
| 03. | Simon Makienok    | Brøndby IF            | 15   |
| 04. | Aron Jóhannsson   | Aarhus GF             | 14   |
| 04. | Marvin Pourie     | Silkeborg IF          | 14   |
| 04. | Ronnie Schwartz   | Randers FC            | 14   |
| 07. | Lasse Vibe        | Sønderjysk Elitesport | 13   |
| 08. | Nicolai Jørgensen | FC Kopenhagen         | 11   |
| 08. | César Santin      | FC Kopenhagen         | 11   |
| 10. | Joshua John       | FC Nordsjælland       | 10   |